# Gilberte Périer
Françoise Gilberte Périer, de nacimiento Pascal (Clermont-Ferrand, 11 de enero de 1620-París, 25 de abril de 1687) fue una escritora francesa, conocida por sus escritos sobre su hermano el científico y filósofo Blaise Pascal.

## Biografía
Era la hija mayor de Etienne Pascal y Antoinette Bégon (1596-1626?). Fue la hermana mayor del filósofo francés Blaise Pascal y de la monja Jacqueline Pascal. Su lugar de nacimiento estaba ubicado en la Place Lemaigre, en lo alto de la Rue des Gras, cerca de la Catedral.
El 13 de junio de 1641 se casó con Florin Périer (ca 1610 - 1672), señor de Bienassis, en Ruan, con quien tuvo seis hijos:
- Étienne (1642-1680);
- Jaqueline (1644-1696);
- Marguerite, que fue monja de Port-Royal des Champs (1646-1733);
- Marie (1647 - alrededor de 1650);
- Louis (1651-1713);
- Blaise (1653-1684).

Escribió las biografías de sus hermanos, Jacqueline  y Blaise. La biografía que escribió sobre Blaise Pascal sirvió de fuente primaria y base a las biografías posteriores. Existieron dos versiones, la primera escrita entre 1662 y 1663, y una segunda escrita entre 1669 y 1670, y que no fue publicada hasta 1908, Durante esos años trabajó con Florin Périer y su hijo Étienne ordenando las notas dispersas de su hermano para la publicación de sus Pensées negándose en principio a cualquier modificación del original, aunque después aceptó ciertos comentarios y modificaciones del Duc de Roannez.

## Reconocimiento
En 2021, la ilustradora Justine Péronnet hizo de Giberte Périer el tema de los dibujos de una historieta contemporánea, en el entorno de una residencia artística en Clermont Auvergne Métropole. 

## Obras
- Gilberte Périer (1663). La vie de Monsieur Paschal, escrite par Madame Perier, sa sœur, femme de Monsieur Perier, conseiller de la Cour des Aides de Clermont (en francés)..
- Armand-Prosper Faugère (1845). Lettres, opuscules et mémoires de madame Périer et de Jacqueline, sœurs de Pascal, et de Marguerite Périer, sa nièce (en francés).
- Gilberte Périer  La Vie de Jacqueline Pascal: Portrait intime d'une âme mystique